# Digital Love
Singles de Daft Punk
Aerodynamic
(2001) Harder, Better, Faster, Stronger
(2001)
Pistes de Discovery
Aerodynamic
(2) Harder, Better, Faster, Stronger
(4)
Digital Love est une chanson du groupe de musique électronique français Daft Punk. Troisième plage de l'album Discovery, c'est également le 3e single, sorti le 21 août 2001.

## Structure
Comme indiqué dans le livret de Discovery, Digital Love utilise un sample de I Love You More de George Duke. Le sample est retravaillé pour donner une chanson électro-pop parlant d'un amour inexprimé, avec des paroles de DJ Sneak chantées par Daft Punk. La seconde partie de la chanson présente un solo de guitare. Thomas Bangalter a révélé que ce solo a été créé en mélangeant divers éléments à l'aide de séquenceurs. « Personne ne joue plus de solo dans ses chansons, mais nous voulions en inclure un sur l'album ». D'après Guy-Manuel de Homem-Christo, le duo utilise un piano Wurlitzer sur le pont musical pour créer un « effet à la Supertramp. »
Cependant, un défaut est présent dans l'enregistrement à l'insu de Daft Punk : la phase stéréo de l'enregistrement du sample I Love You More est légèrement décalé, non corrigé durant l'enregistrement de la chanson de Daft Punk.

## Réception
Digital Love est reçu dans les clubs en même temps qu'Aerodynamic, qui constitue la face B du single. Il grimpe à la 14e place au Royaume-Uni et à la 9e dans le classement Dance/Club aux États-Unis.

## Publicité
La chanson est utilisée dans une publicité pour Gap mettant en scène les membres de Daft Punk portant gants et casques robotiques et des habits Gap et dansant avec Juliette Lewis. En Asie du Sud-Est, elle est présente dans une publicité pour Nokia.

## Clip
À l'instar des autres morceaux de Discovery, Digital Love est un segment du long-métrage d'animation Interstella 5555: The 5tory of the 5ecret 5tar 5ystem, réalisé par Kazuhisa Takenouchi. Comme les autres morceaux initiaux de l'album, ce segment a fait l'objet d'une sortie spécifique en vidéo clip.

## Pistes
- CD / Maxi :

1. Digital Love (Radio Edit) - 4:00
2. Digital Love (Album Version) - 5:01
3. Digital Love (Digital Dub) - 5:00

- CD / Maxi 5 pistes :

1. Digital Love (Radio Edit) - 3:59
2. Digital Love (Album Version) - 4:58
3. Digital Love (Digital Dub) - 4:58
4. Aerodynamic - 3:45
5. Aerodynamite - 7:47

## Classements par pays
| Classement / pays (2005)                | Meilleure position |
| --------------------------------------- | ------------------ |
| France (SNEP)                           | 12                 |
| Suisse (Schweizer Hitparade)            | 60                 |
| Belgique (Wallonie Ultratop 50 Singles) | 38                 |
| États-Unis (Hot Dance Music/Club Play)  | 9                  |